# Bell 212
Bell 212 – dwusilnikowy cywilny, średni śmigłowiec firmy Bell Helicopter Textron oblatany w 1968 roku. Konstrukcyjnie oparty na powiększonym kadłubie Bell 205. Cywilna wersja wojskowego śmigłowca UH-1N.

## Historia
Bell 212 został pierwotnie opracowany dla Kanadyjskich Siły Zbrojnych jako CUH-1N (później przemianowany na CH-135). Od maja 1971 roku siły kanadyjskie odebrały 50 egzemplarzy śmigłowców. W tym samym czasie Siły Zbrojne Stanów Zjednoczonych zamówiły 294 maszyny Bell 212 pod oznaczeniem Bell UH-1N Twin Huey. Na początku lat siedemdziesiątych Bell 212 wprowadzony został na rynek cywilny jako cywilna wersja UH-1N. Ostatni Bell 212 został dostarczony w 1998 roku. 

## Konstrukcja
Bell 212 jest napędzany przez dwa silniki Pratt & Whitney Canada PT6T-3 Twin-Pac. Silniki są w stanie wygenerować moc na poziomie 1342 kW każdy. Rozwinięciem Bella 212 jest model 412, główną różnicą jest zastosowanie kompozytowego wirnika nośnego z czterema łopatami. Maszyna posiada certyfikat do lotów IFR. Śmigłowce użytkowane są między innymi do transportu pasażerów i towarów, misji gaśniczych, służby porządkowe oraz siły zbrojne wielu państw.